# 제7대 섀프츠베리 백작 앤서니 애슐리쿠퍼

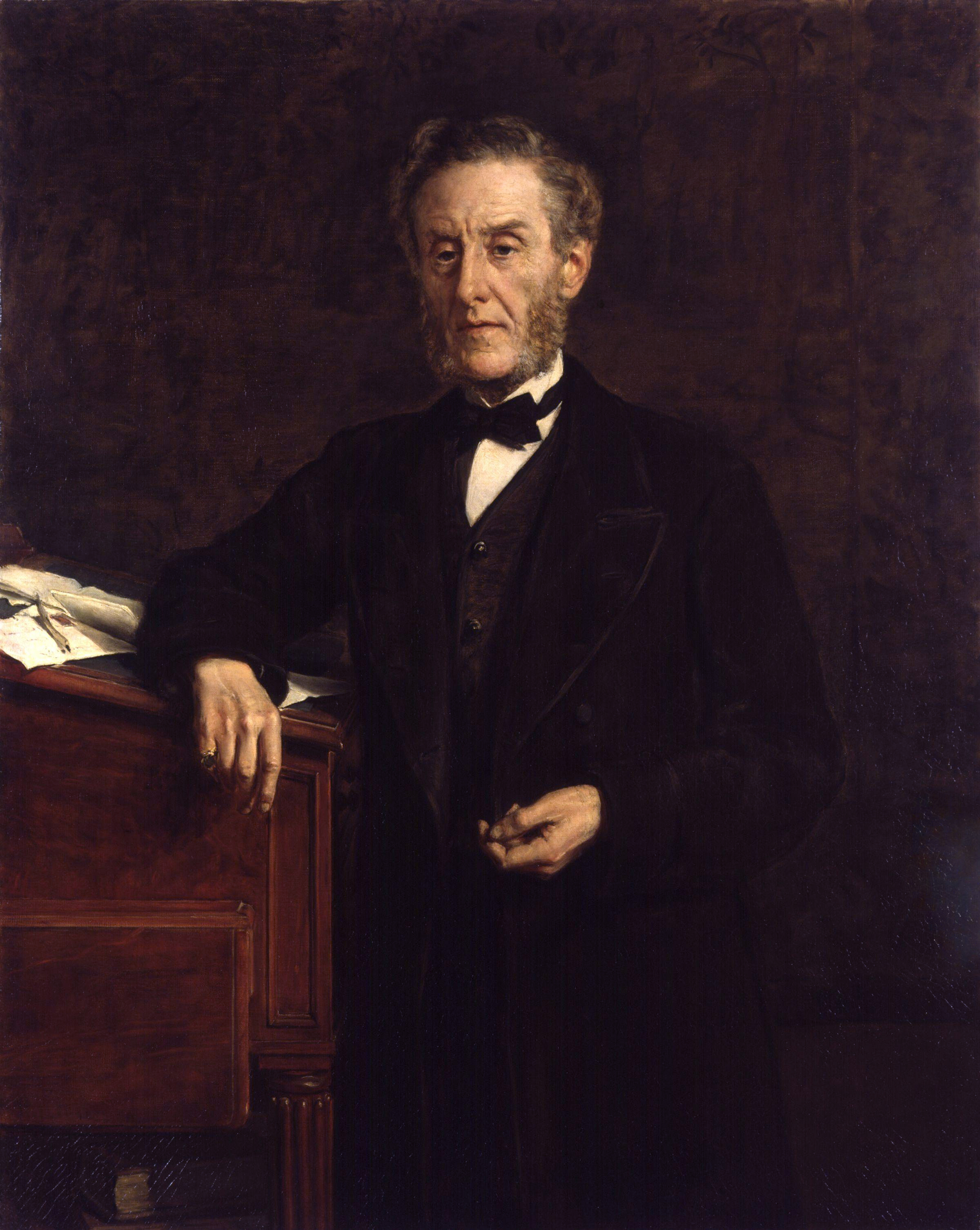

제7대 섀프츠베리 백작 앤서니 애슐리쿠퍼 KG (영어: Anthony Ashley-Cooper, 7th Earl of Shaftesbury, 1801년 4월 28일 ~ 1885년 10월 1일)는 영국의 정치인, 독지가이자 사회 개혁가이다. 제6대 섀프츠베리 백작과 앤 스펜서 사이의 장남으로 태어났다. 영국의 노동조건 개선과 아동 노동 제한을 주창했다. 또한 시온주의와 YMCA의 초기 지원자이자 영국 성공회의 복음주의를 이끌었다.